# Knabe mit Flöte
Der Knabe mit Flöte auch Junge mit Federhut und Flöte oder Singender Knabe mit Flöte (niederländisch Zingende Jongen met fluit) ist ein um 1627 entstandenes Gemälde von Frans Hals. Das in Öl auf Leinwand gemalte Bild hat nach späteren Überarbeitungen heute eine Höhe von 62 cm und eine Breite von 55,2 cm. Ursprünglich war das Gemälde größer, wurde jedoch im Laufe der Zeit umgearbeitet. Es zeigt das genreartige Motiv eines als Musiker kostümierten Jungen, der eine Flöte in der Hand hält. Das Werk kann als allegorische Darstellung des Gehörs und als Vanitassymbol interpretiert werden. Seit 1874 ist das Gemälde Teil der Sammlung der Gemäldegalerie in Berlin.

## Beschreibung
Das Gemälde zeigt einen Knaben als Halbfigur im Hochformat. Die Identität des Dargestellten ist nicht bekannt, vermutet wird eines der Kinder des Malers, deren Musikalität überliefert ist. Das Motiv ist als Dreieckskomposition angelegt, bei der die Kopfspitze und die unteren Bildecken die Bezugspunkte ergeben. Vor nahezu monochrom hellgrauem Hintergrund bleibt die örtliche Situation undefiniert. Der Kopf des Dargestellten ist zur rechten Schulter gedreht und leicht zur Seite geneigt. Die gesenkten Augen richten den Blick nach unten. Wohin der Junge schaut, bleibt dabei unklar. Das leicht wellige, schulterlange Haar, das frei über die Stirn und das Ohr fällt, die geröteten Wangen und Nasenspitze sowie die vollen roten Lippen unterstreichen die jugendliche Erscheinung und Vitalität des Dargestellten. Der geöffnete Mund mit den weißen Zähne wurde unterschiedlich gedeutet. Neben der Erklärung, der Junge habe soeben seine Darbietung beendet, gibt es die Vermutung, er zeige sein „ungehemmtes Lachen“.
Vor der Brust hält er mit den leicht gekrümmten Fingern der rechten Hand eine braune Blockflöte. Dabei bedecken die mittleren Finger die oberen Löcher des Musikinstrumentes. Hierdurch kann der Eindruck entstehen, „als hätte er sein Spiel kurz unterbrochen.“ Die linke Hand ist bei angewinkeltem Arm nach oben gestreckt, wobei die offene Innenfläche nach vorn zeigt und die Finger ausgestreckt sind. Diese Geste der offenen Hand und der nach unten gerichtete Blick des in sich versunkenen Musikers erwecken den Eindruck, als würde er „dem Echo von verklingender Musik lauschen“.
Ungewöhnlich ist das „Theaterkostüm“, das „ganz gewiß keine übliche Tracht für Haarlemer Knaben um 1620“ darstellt, sondern ihn als Musiker kennzeichnet, wie der Kunsthistoriker Seymour Slive feststellt. Hierzu gehört ein rötlicher Mantel, ein graubraunes Wams und darunter ein weißes Hemd, das am Kragen und Ärmel hervorschaut. Neben diesen eher schlichten Bekleidungsstücken trägt der Junge eine auffällige Kopfbedeckung. An einem auf der rechten Kopfhälfte schräg platzierten Barett ist eine „üppige weißblaue Feder“ befestigt, die schwungvoll über den Kopf reicht und sich leuchtend „von den umgebenden Farbwerten absetzt“. Die gesamte Figur wird vom vollen Tageslicht umspielt, ein Schatten erscheint am rechten unteren Bildrand. Dort, neben der erhobenen Hand, ist das Bild mit dem verbundenen Monogramm „FH“ signiert.
Verschiedene Autoren haben die Spontanität und die Lebendigkeit der Darstellung hervorgehoben. Hierzu trägt der „für Hals typische, lockere Farbauftrag“ bei, der „akzentuiert mit kurzen, temperamentvollen Pinselzügen gesetzt ist“, wie die Kunsthistorikerin Katja Kleinert feststellte. Der Frans-Hals-Wiederentdecker Théophile Thoré urteilte, der Künstler würde wie ein Fechter malen und seinen Pinsel wie ein Florett einsetzen. Hinzu kommt der ungewohnte Bildausschnitt und eine von Hals gezielt gesetzte Blickführung. So wird der Blick des Betrachters beispielsweise diagonal von der rechten Hand über die schräg gehaltene Flöte zur offenen linken Hand gelenkt. Zudem hebt die Lichtführung das Gesicht hell hervor und zeichnet den Schwung der Feder nach. Insgesamt besticht das Gemälde durch „die natürlich Fröhlichkeit des Musikanten“ und „die Ungezwungenheit seiner Haltung“ wie Seymour Slive anmerkte. Der Knabe scheint voll von „Lebensfreude und Begeisterung“ dem „Klang verhallender Musik zu lauschen“, stellte Katja Kleinert fest. Anlässlich der Ausstellung des Bildes 2018 stellte ein Autorenteam fest: „Das Bild ist ein Meisterwerk der suggerierten Natürlichkeit und Ungezwungenheit.“

## Überarbeitungen

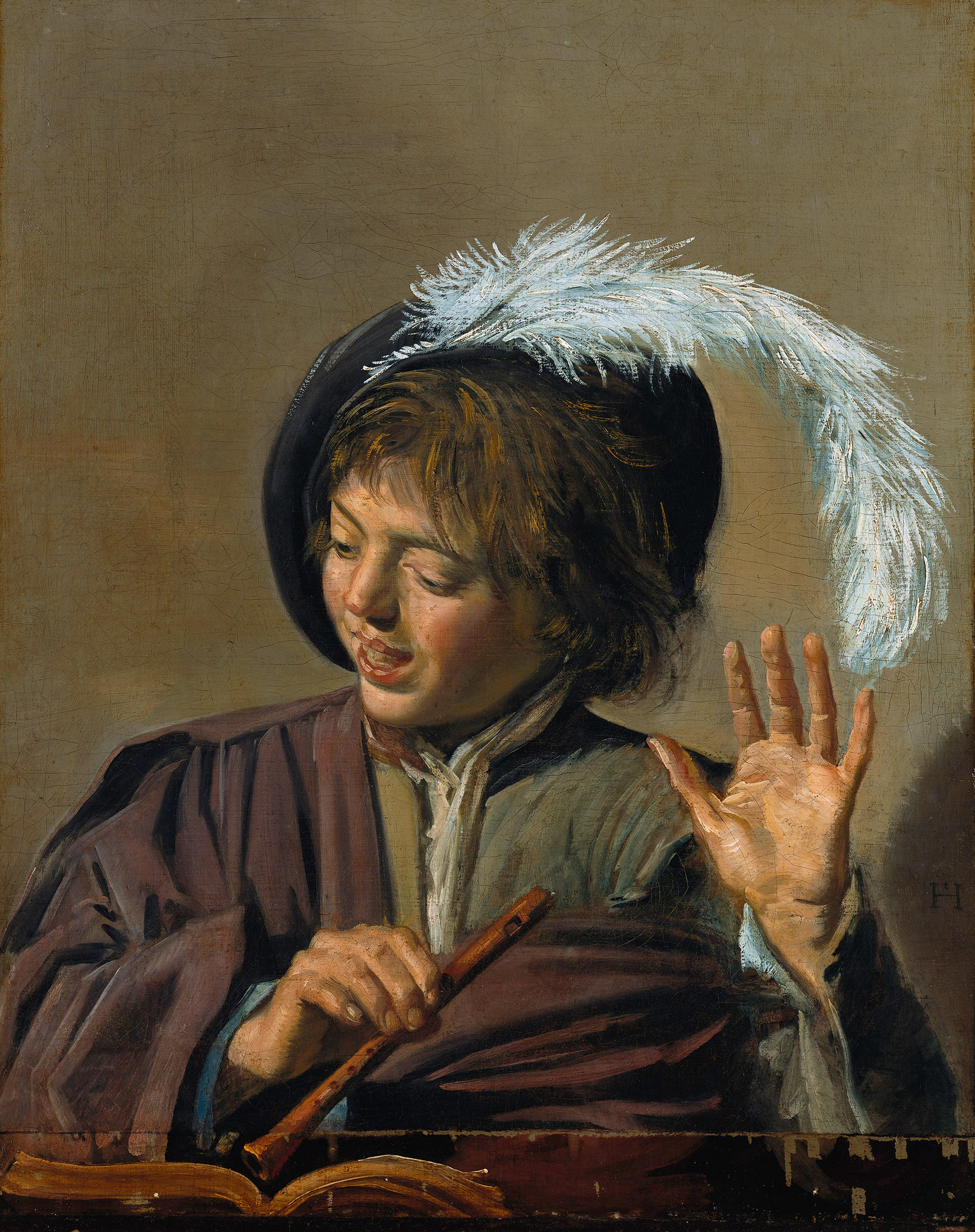
Frans Hals: Knabe mit Flöte mit Ergänzungen am unteren Bildrand, die nicht von Frans Hals stammen.

Die heutige Fassung des Gemäldes entspricht nicht mehr ganz dem von Frans Hals geschaffenen Werk. Das ursprünglich etwa 6 cm höhere Gemälde ist später von einem unbekannten Maler verändert worden. In dieser überarbeiteten Fassung gelangte das Bild Mitte des 19. Jahrhunderts auf den Kunstmarkt und wurde entsprechend dokumentiert. Der Grund für die Veränderung des Bildes ist nicht bekannt, möglicherweise sollte so eine Beschädigung am unteren Bildrand und an der unteren linken Bildecke behoben werden.
Anlässlich der Untersuchung des Gemälde 1959/1960 in der Berliner Gemäldegalerie entdeckte der Restaurator Hans Böhm wesentliche Veränderungen an der Leinwand, die sicher nicht von Frans Hals stammten. Er stellte fest, dass am unteren Bildrand ein Leinwandstreifen hinzugefügt wurde. Diese Ergänzung zeigt ein aufgeschlagenes Liederbuch und den unteren Teil der Flöte. Hierdurch ergab sich eine inhaltliche Diskrepanz, da der Knabe nicht auf des Liederbuch vor ihm, sondern daran vorbei schaute. Diese Bildergänzung wird seit der Restaurierung vom Bildrahmen verdeckt. Bei der Restaurierung wurden zudem die von fremder Hand später hinzugefügten und weit ins Bild ragenden Übermalungen entfernt. Dies betraf vor allem den Bereich von Wams und Ärmel. Der Kunsthistoriker Claus Grimm bemängelte, dass durch die Restaurierung der verkürzte Oberarm hinter der ausgestreckten Hand zerstört wurde und das Bild dadurch an dieser Stelle unverständlich sei.
Nach der Restaurierung und der Abdeckung des unteren Bildstreifens gingen verschiedene Kunsthistoriker zunächst davon aus, das Gemälde sei ursprünglich entsprechend kleiner gewesen und hätte nahezu quadratische Abmessungen gehabt. Die Auswertung der Röntgenaufnahme des Gemäldes hat jedoch ergeben, dass die Fadenfolge der unteren Anstückelung bei einer Drehung um 180 Grad fadengenau zur Struktur der Leinwand am oberen Bildrand passt, folglich der Leinwandstreifen vorher dort abgeschnitten und dann am unteren Bildrand angefügt wurde. Zudem entsprechen die Farbschichtfolgen der Anstückelung vor der Übermalung jenen vom oberen Gemäldeteil. Die ursprünglichen Maße des Gemäldes betrugen vermutlich 70 × 57 cm. Das Gemälde wirkte dadurch deutlicher als Hochformat, in dem der Knabe nur zwei Drittel der Fläche einnahm. Katja Kleinert hob hervor, dass durch den „räumlich größeren Kontext“ der Maler „seinem Bild dem Aspekt des Klanges und der Resonanz im wahrsten Sinne des Wortes großzügig Raum gewährte.“

## Vorbilder
Frans Hals griff bei seinen Genrebildern der 1620er Jahre wiederholt auf Werke der so genannten Utrechter Caravaggisten zurück. Die in Utrecht aktiven Maler, darunter Hendrick ter Brugghen, Gerrit van Honthorst, Dirck van Baburen und Abraham Bloemaert, arbeiteten im Stil des italienischen Malers Caravaggio und übernahmen dessen naturalistische Bildgestaltung und Lichtführung. Diese Maler waren teilweise zuvor nach Italien gereist und hatten dort dessen Werke im Original studiert. Danach übertrugen sie die neuen Bildideen auf ihre eigenen Werke. Verschiedene Kunsthistoriker gehen davon aus, dass Frans Hals die Arbeiten seiner zeitgenössischen Malerkollegen kannte, zumal Utrecht nur rund 50 Kilometer von seinem Wohnort Haarlem entfernt ist. Hals hatte sich bereits in seinen früheren Werken an den Vorbildern aus Utrecht orientiert. So erprobte er die Lichtführung, wie sie im Bild Knabe mit Flöte angewandt wurde, bereits 1624 in seinem Gemälde Der lachende Kavalier und auch beim um 1624–1626 entstandenen Bild Lautenspieler mit Weinglas in der Hand.

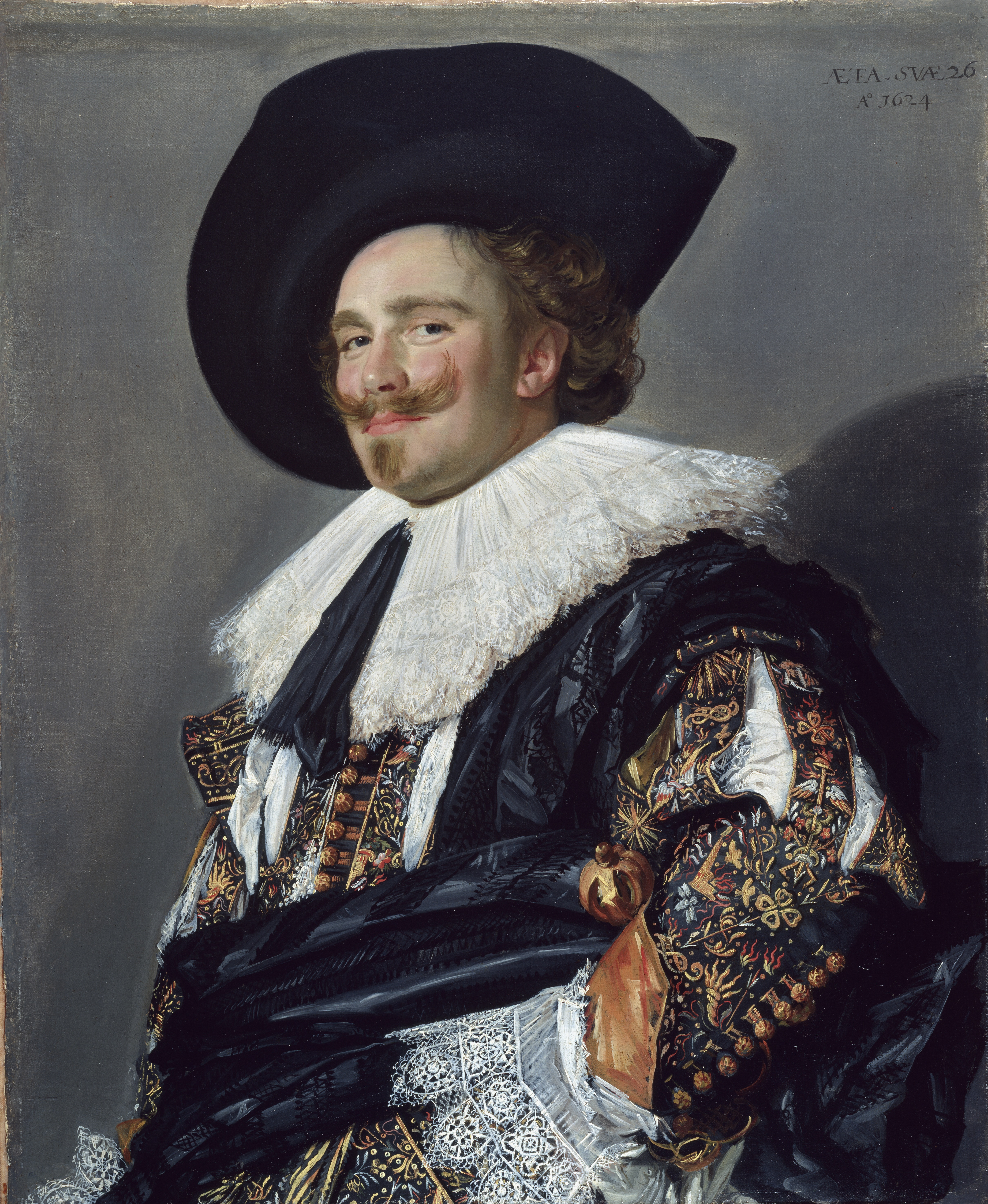
Frans Hals: Der lachende Kavalier, 1624, Wallace Collection, London
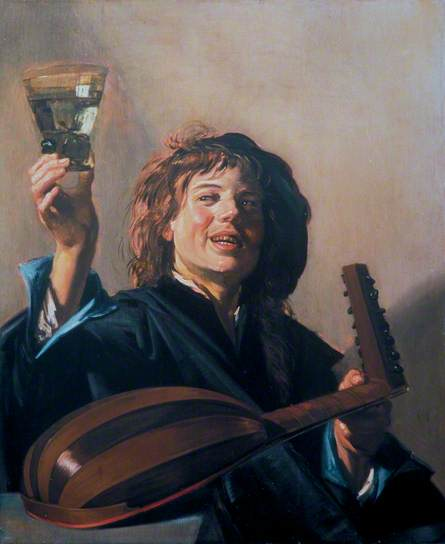
Frans Hals: Lautenspieler mit Weinglas in der Hand, um 1625–1626, Guildhall Art Gallery, London

Die Darstellungen von kostümierten Sängern, Musikern und Schauspielern als lebensgroße Brust- oder Halbfigurenkompositionen sind ein wiederkehrendes Motiv in der niederländischen Malerei des 17. Jahrhunderts. Auch bei den Malern aus Utrecht finden sich solche Arbeiten, die wiederum das Werk von Hals beeinflussten. Beispielsweise ist die auffällig erhobene linke Hand im Gemälde Knabe mit Flöte bereits 1622 nahezu gleich als rechte Hand im Gemälde Singender junger Mann von Dirck van Baburen zu sehen. Solche wirkungsvoll in Szene gesetzte ausdrucksstarke Hände hatte früher bereits Caravaggio in seinem Abendmahl in Emmaus inszeniert.

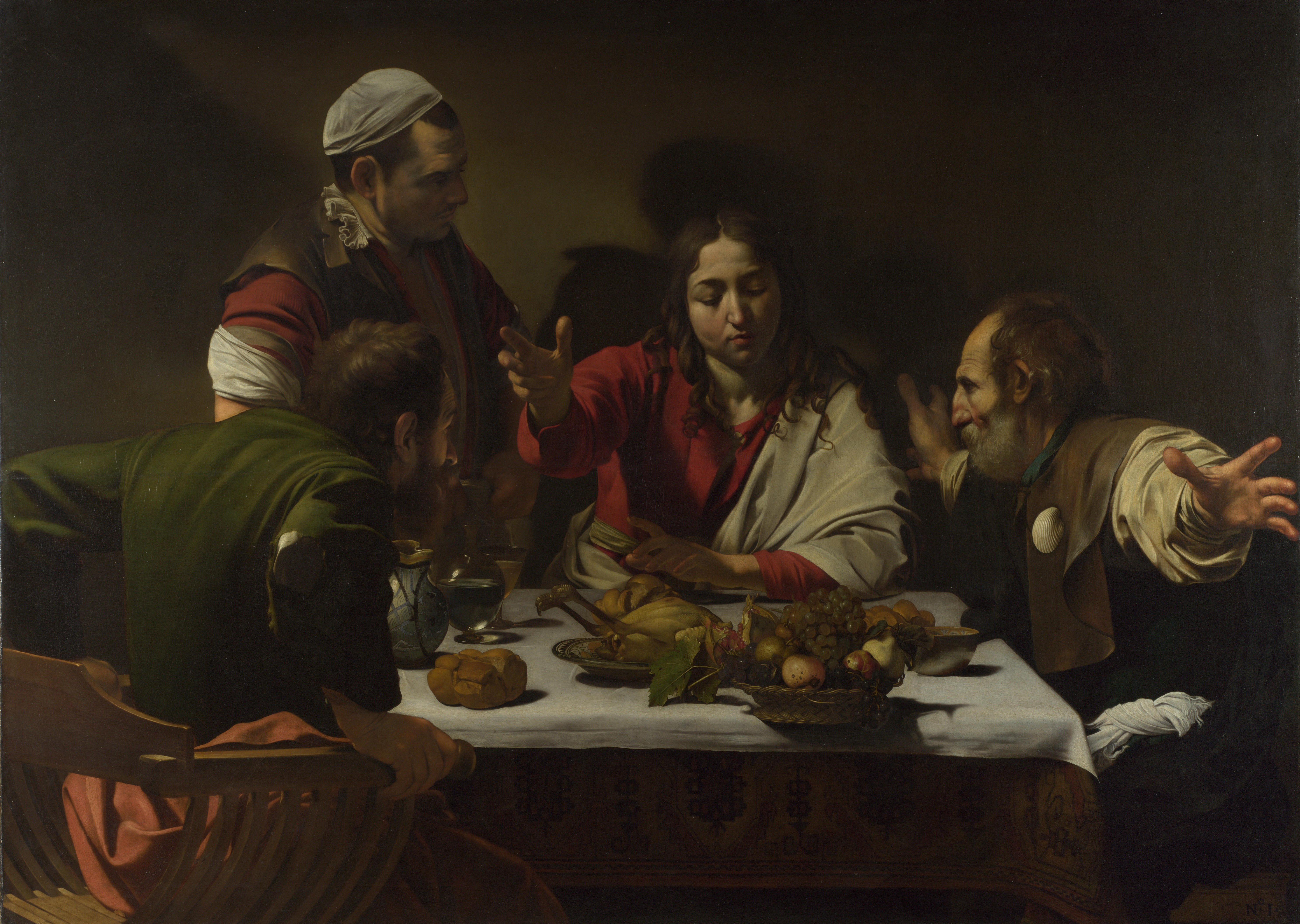
Caravaggio: Abendmahl in Emmaus, 1601, National Gallery, London
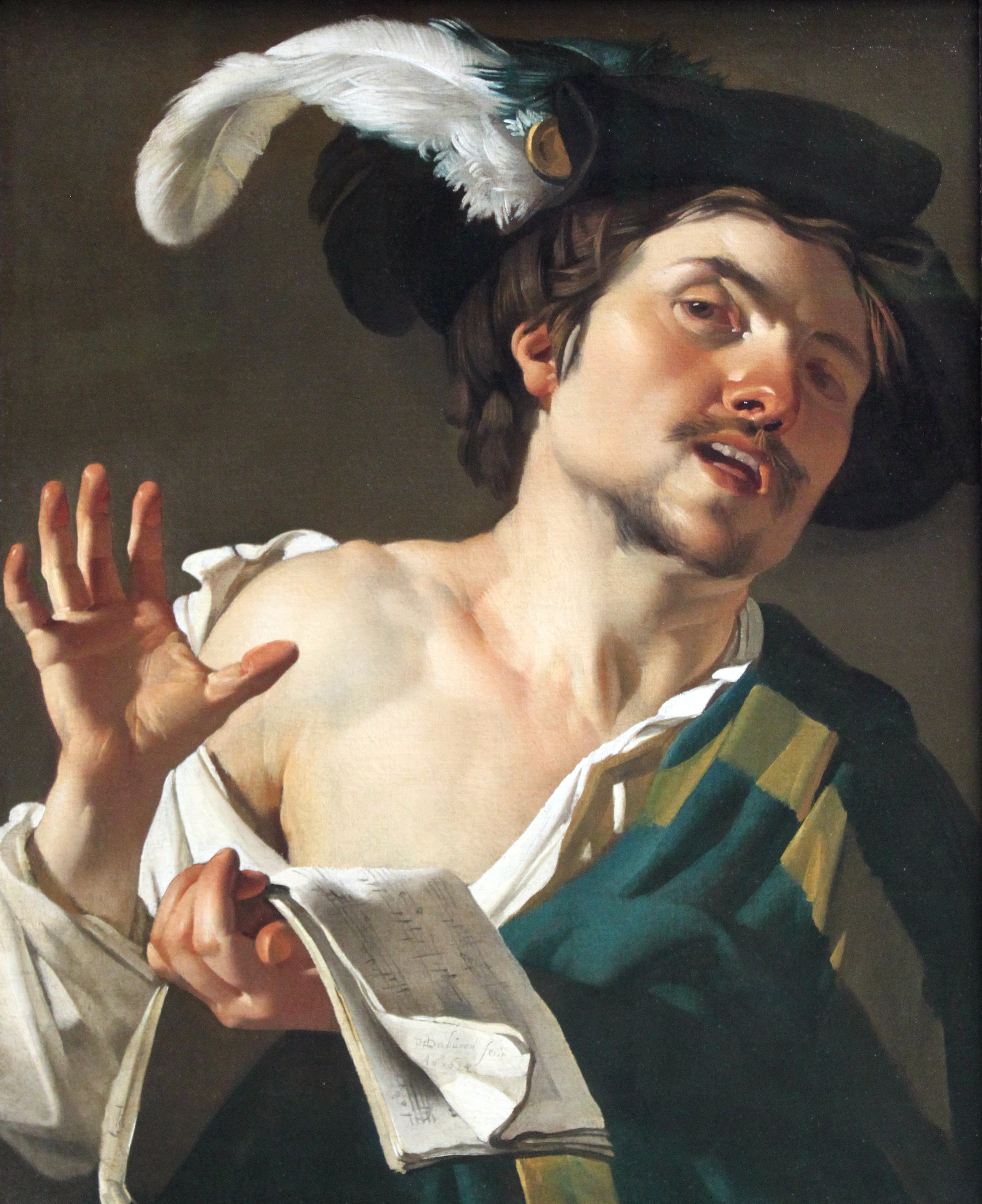
Dirck van Baburen: Singender junger Mann, 1622, Städel, Frankfurt
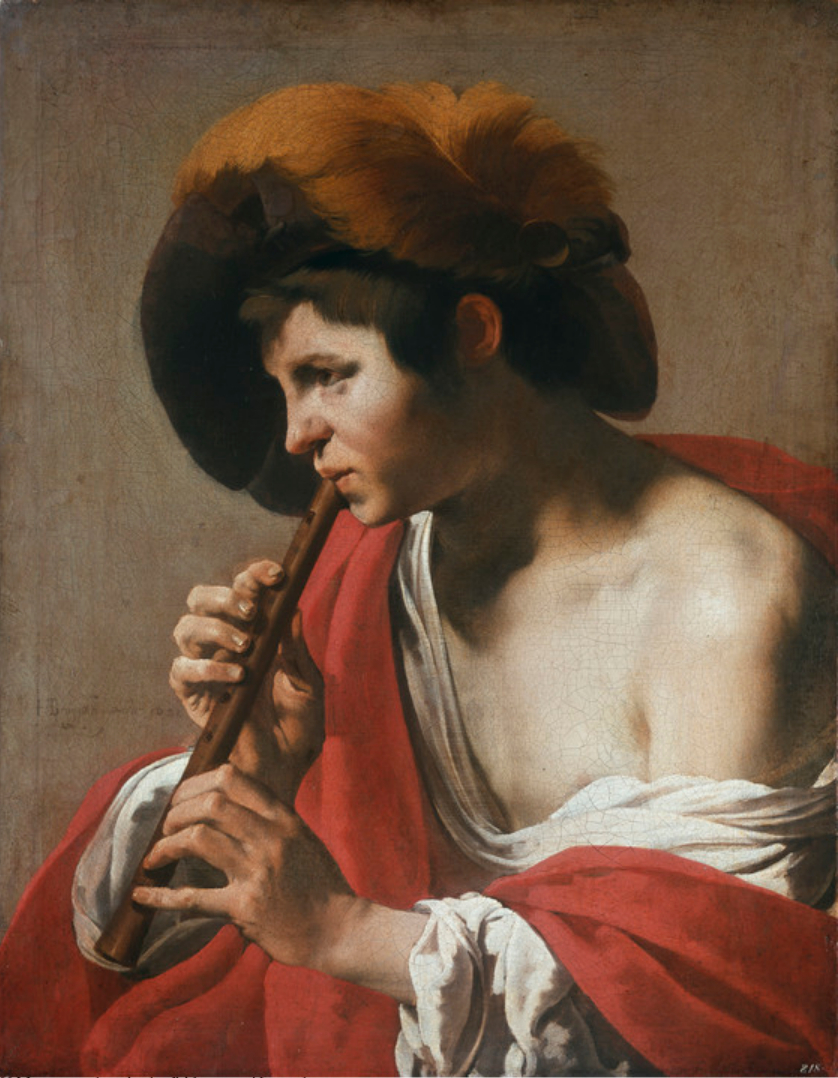
Hendrick ter Brugghen: Blockflöte spielender Knabe, 1621, Gemäldegalerie Alte Meister, Kassel
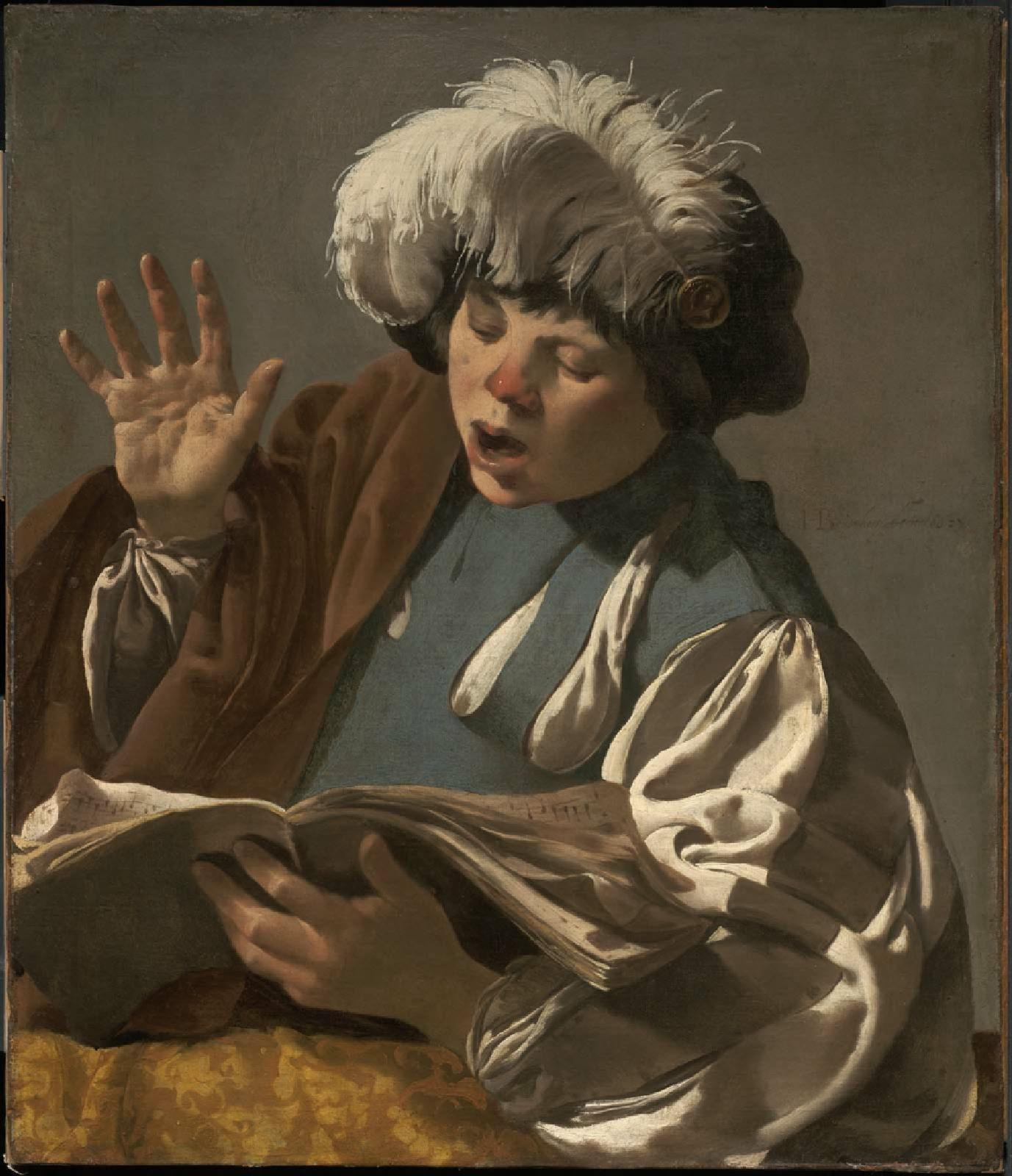
Hendrick ter Brugghen: Singender Knabe, 1627, Museum of Fine Arts, Boston

Das Bild Knabe mit Flöte von Frans Hals ist motivisch besonders eng verwandt mit dem 1621 entstandenen Gemälde Blockflöte spielender Knabe von Hendrick ter Brugghen, wobei Frans Hals den Moment des Innehaltens zeigt und ter Brugghen das eigentliche Spiel darstellt. Vom selben Maler gibt es zudem ein Motiv Singender Knabe, das vermutlich im selben Jahr wie der Knabe mit Flöte von Hals entstand. Ter Brugghens Singender Knabe weist ebenfalls die markant erhobene Hand auf, möglicherweise ein Hinweis, dass er mit ihr den Takt der Musik schlägt. Ob bei Barburen, ter Brugghen oder bei Hals, die singenden und musizierenden jungen Männer tragen alle eine theaterhafte Kostümierung mit Federschmuck an der Kopfbedeckung.

## Flötenspiel als Allegorie des Gehörs und Vanitassymbol
Auch wenn das Gemälde Knabe mit Flöte porträthaft mit individuellen Gesichtszügen erscheint, ist es nicht als Personenbildnis konzipiert. Im 17. Jahrhundert war es nicht üblich, „einfache Leute zu porträtieren“, so der Franz-Hals-Experte Claus Grimm. Stattdessen diente die Darstellung von Volkstypen dem Erkenntnisgewinn und sollte dem Betrachter den Spiegel vorhalten. Bilder, die Lebensgenüsse wie das Rauchen und das Trinken oder aber das Hören von Musik zeigen, sollten zum Nachdenken anregen. Dem genrehaften Sujet des Knaben mit der Flöte liegt daher wahrscheinlich eine allegorische Bedeutung zugrunde und es kann als Vanitasbild gesehen werden.
Die Flöte lässt sich ikonografisch auf den antiken Marsyasmythos zurückzuführen und kann bei allegorischen Darstellungen als Attribut des Gehörs gelten. Motive des Themenkreises der fünf Sinne erfreuten sich zur Zeit von Frans Hals einer gewissen Beliebtheit. Dargestellt wurden sie häufig mit weiblichen Figuren, aber auch szenische Motive sind bekannt. So gibt es von Hendrick Goltzius sowohl eine allegorische Darstellung des Gehörs als Lautenspielerin wie auch als musizierendes Paar. Von Dirck Hals, einem Bruder von Frans Hals, stammt die auf 1636 datierte Reihe mit den fünf Sinnen, die von Jungen und Mädchen als Halbfigur verkörpert werden. Der Knabe mit der Flöte von Frans Hals muss jedoch nicht zwingend zu einer Reihe von Gemälden mit allen fünf Sinnen gehört haben, da auch kleinere Gruppen oder einzelne Darstellungen von Sinnen üblich waren. Es gibt zwar in einem Amsterdamer Inventar von 1654 eine Beschreibung von fünf Sinnen von Frans Hals, jedoch ist nicht gesichert, ob der Knabe mit Flöte dazu gehörte oder ob es sich tatsächlich um eine Werkgruppe des Malers handelte. Erhalten sind hingegen zwei Gemälde von Frans Hals im Staatlichen Museum Schwerin, die einen Knaben mit Flöte und einen Knaben mit Weinglas zeigen und das Gehör und den Geschmack symbolisieren.

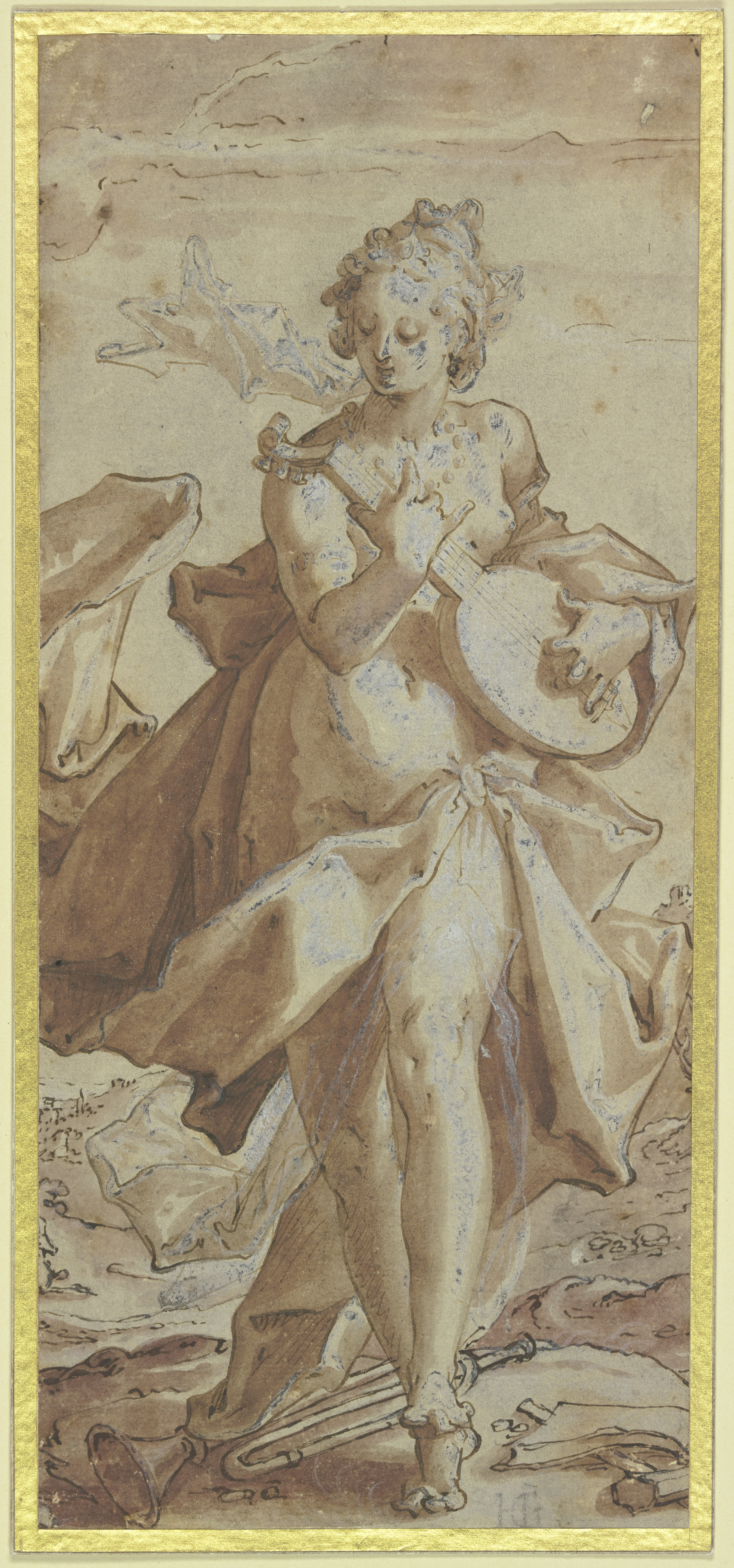
Hendrick Goltzius: Das Gehör, Zeichnung, um 1586, Städel, Frankfurt
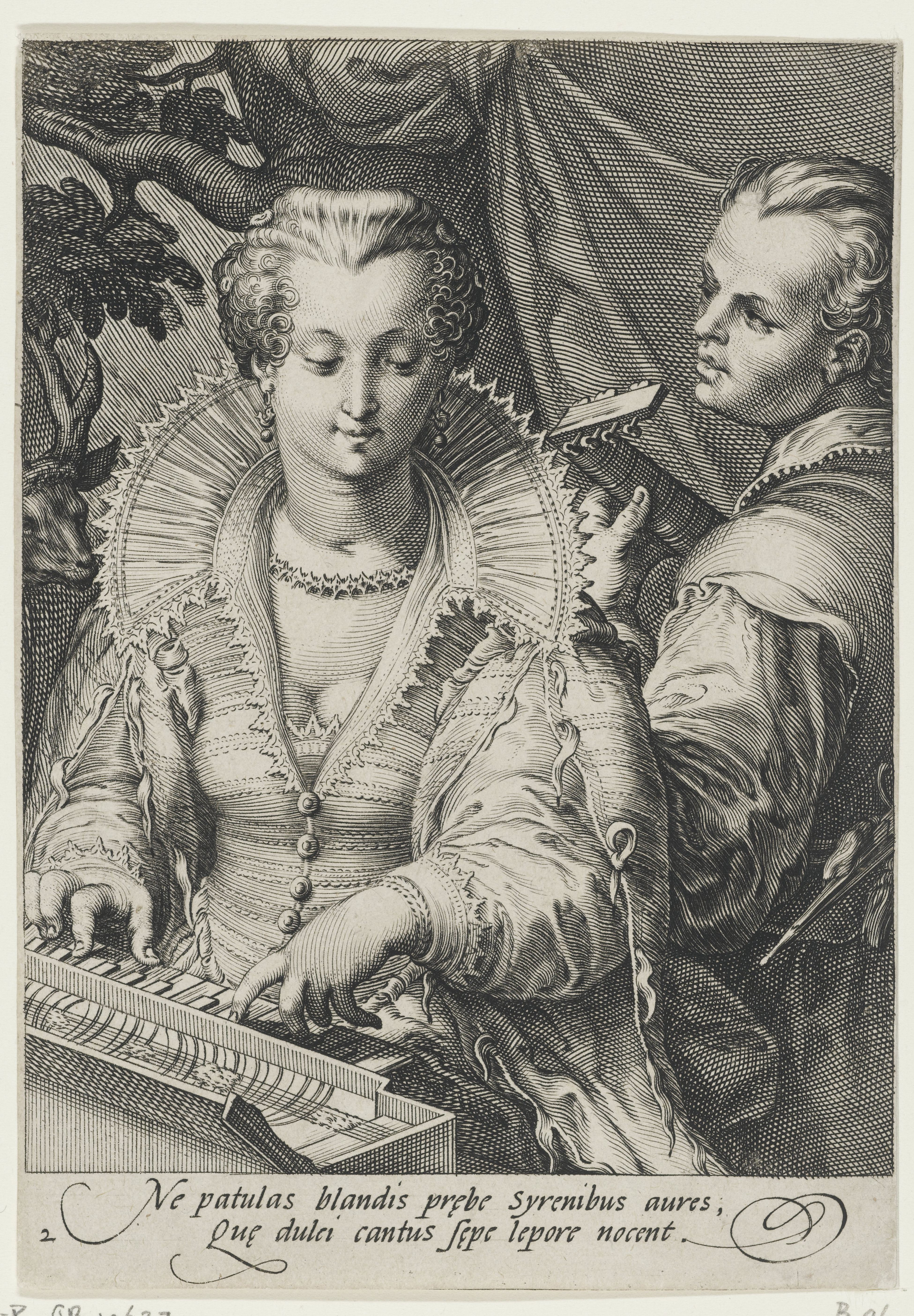
Hendrick Goltzius: Das Gehör, Holzschnitt, um 1595, verschiedene Museen
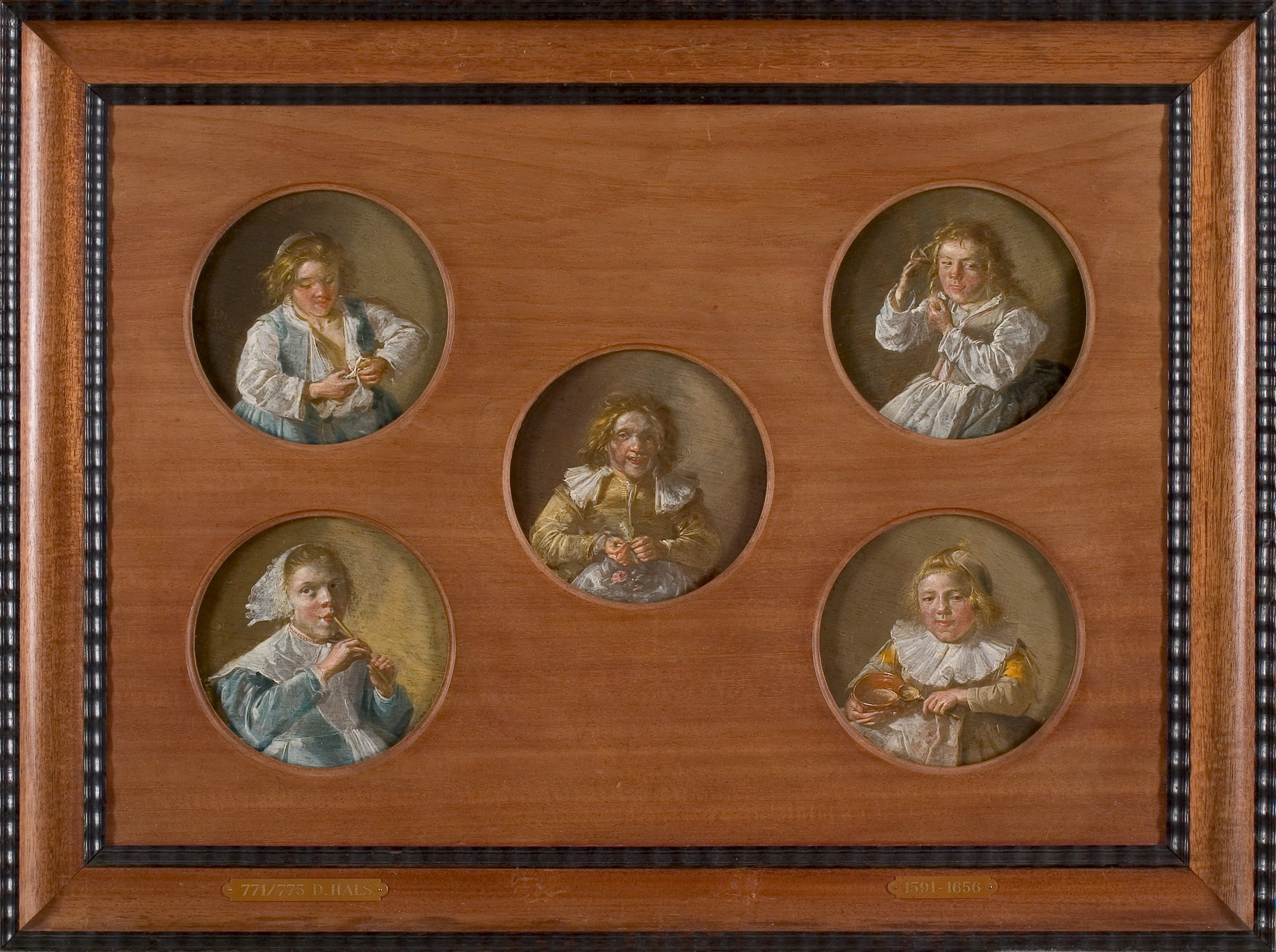
Dirck Hals: Die fünf Sinne, 1636, Rijksmuseum Twenthe, Enschede
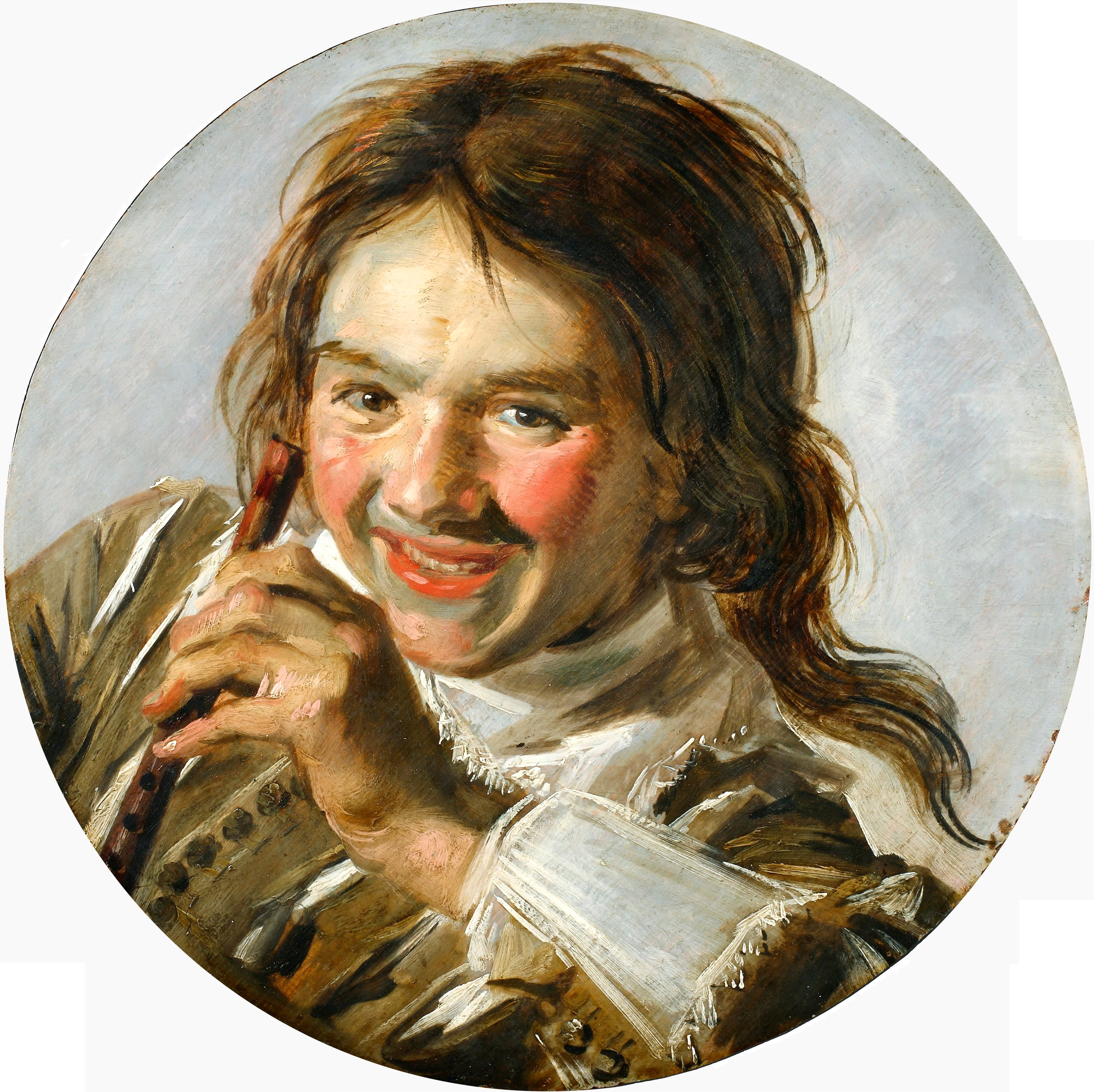
Frans Hals: Brustbild eines lachenden Knaben mit Flöte, 1626, Staatliches Museum Schwerin

Die Verbindung von Gesang und dem Spiel eines Musikinstrumentes findet sich bei Hals im Bild Die singenden Knaben, das um 1623 bis 1627 entstanden ist. Hier ist zudem eine erhobene Hand zu sehen, wie sie ähnlich im Bild Knabe mit Flöte erscheint. Weiterhin findet sich die Laute bei Hals im bekannten Motiv des Lautenspielers, der etwa um 1623/1624 gemalt wurde. Musikinstrumente wie die Laute oder die Flöte erscheinen auch in verschiedenen niederländischen Stillleben als „Symbole für Lebensfreude und Sinngenuss“. Im Gemälde Knabe mit Flöte ist die gerade verklungene Musik ein moralischer Hinweis auf die Vergänglichkeit. Es ist „eine Art visueller Mahnung, sich nicht völlig dem Genuss hinzugeben.“

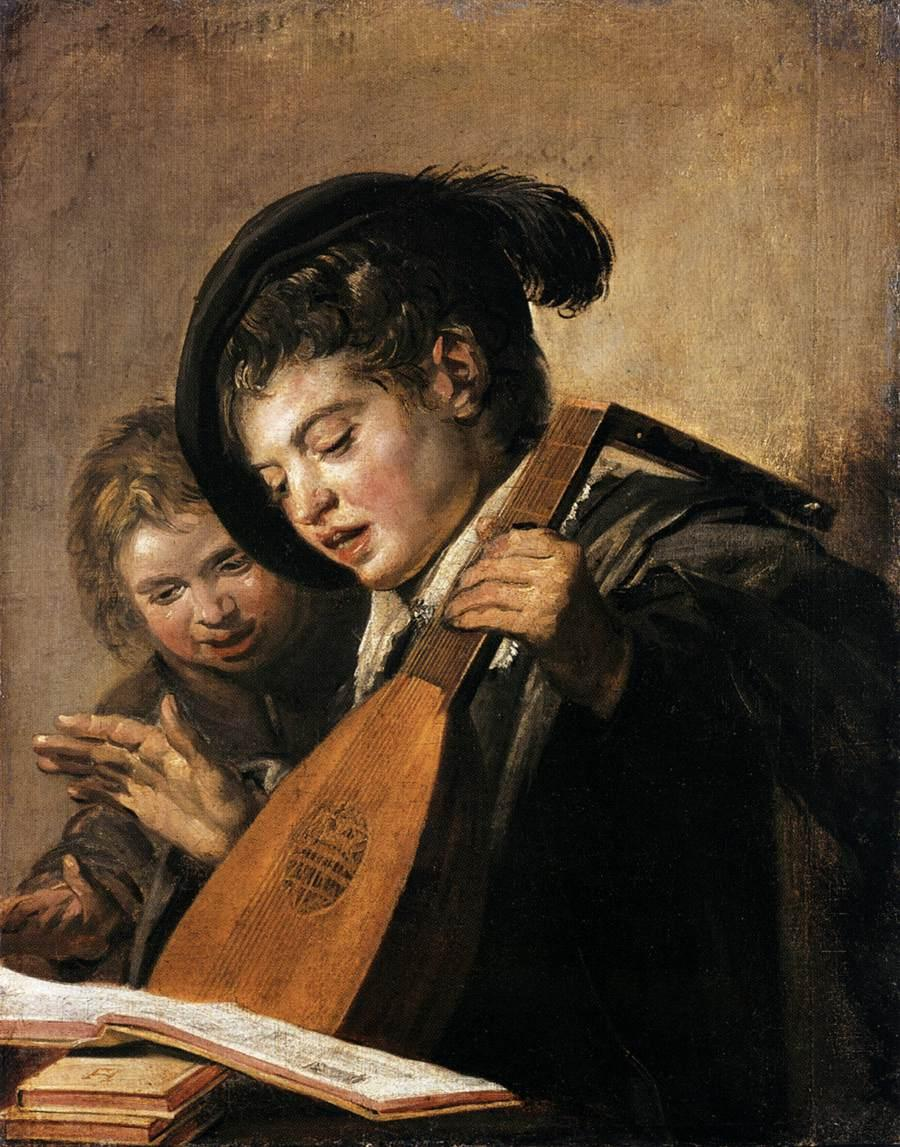
Frans Hals: Die singenden Knaben, ca. 1625, Gemäldegalerie Alte Meister, Kassel
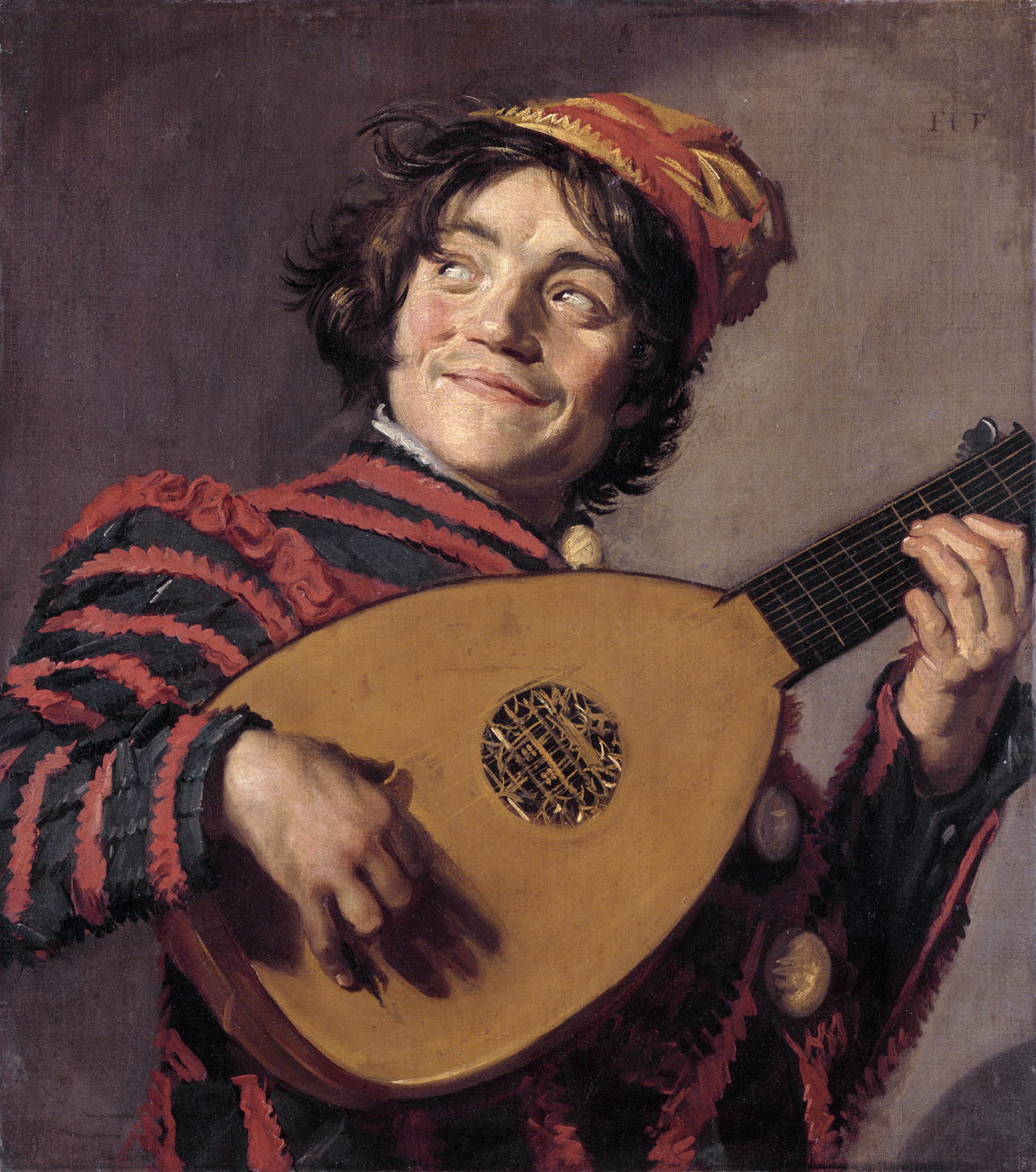
Frans Hals: Der Lautenspieler, um 1623–1624, Louvre, Paris

## Provenienz

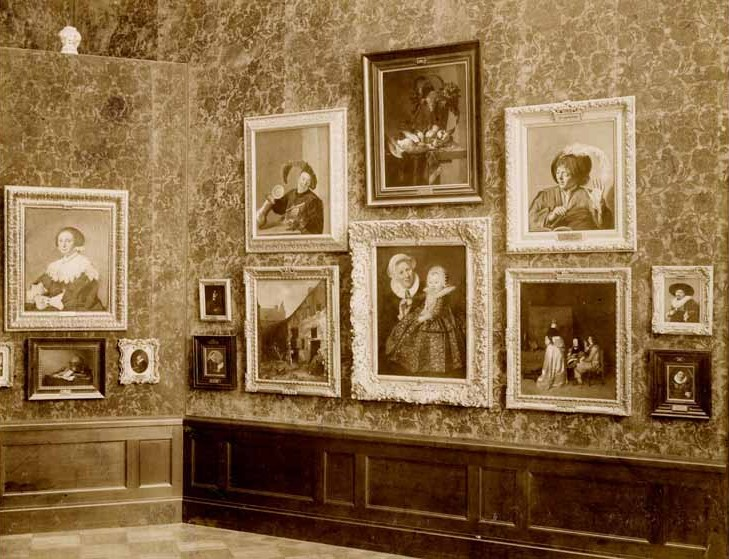
Niederländische Malerei im Kaiser-Friedrich-Museum, Ansicht von 1904 mit dem Gemälde Knabe mit Flöte

Die frühe Herkunft des Gemäldes ist unbekannt. Ein erster dokumentierter Verkauf des Bildes fand 1817 statt, als es mit der Sammlung Bernardus Ocke, Landesdekan des Rijnlands und Pfarrer der Heilige Lodewijkkerk, am 21./22. April mit der Nr. 45 in der Kunsthandlung V. Leen/De Lelie in Leiden versteigert wurde. Das Bild gelangte dabei für 78 Gulden in die Sammlung Van Goetem. Danach befand sich das Werk in der Sammlung von Pieter Ernst Hendrik Praetorius in Amsterdam, der als Maler und zudem als Vorsitzender des Beirates des Amsterdamer Rijksmuseums wirkte. Ein nächster Verkauf erfolgte am 16./17. Dezember 1856 in einer Auktion bei Roos/De Vries/Engelberts in Amsterdam, wo es als Nr. 19 aufgeführt war. Für 61 Gulden gelangte das Gemälde hierbei in die Sammlung des Bankiers Barthold Suermondt aus Aachen. 1874 erwarben die Berliner Königlichen Museen bedeutende Teile der Sammlung Suermondt einschließlich der Gemälde Knabe mit Flöte und Malle Babbe von Frans Hals. Für den Knaben mit Flöte war im Vertrag ein Wert von 1300 Taler angesetzt. Der Ankauf dieser Frans-Hals-Gemälde ist bemerkenswert, da Museumsdirektor Wilhelm von Bode bereits 1871 in seiner Dissertation über den Maler angemerkt hatte, dieser sei bereits gut in Berlin vertreten. Der Knabe mit Flöte wurde zunächst im Alten Museum gezeigt und kam 1904 in das neu eröffnete Kaiser-Friedrich-Museum. Nach der Auslagerung der Museumsbestände im Zweiten Weltkrieg gelangte das Gemälde zunächst nach Westdeutschland. Seit den 1950er Jahren zeigte es die neu gegründete Stiftung Preußischer Kulturbesitz in der Gemäldegalerie in Berlin-Dahlem. Seit 1998 wird es am neuen Standort des Museums im Kulturforum ausgestellt. Die heutige Gemäldegalerie der Staatlichen Museen zu Berlin führt das Gemälde mit der Inventarnummer 801A.

## Ausstellungen
- 1873. Exposition de tableaux et dessins d’anciens maîtres, Nr. 16, Société néerlandaise de bienfaisance, Brüssel.
- 1873: Exposition de tableaux et dessins d’anciens maîtres, Nr. 76, Musée Royal, Brüssel.
- 1948–1949: Paintings from the Berlin Museums. Ausstellungstournee National Gallery of Art in Washington D. C., Metropolitan Museum of Art in New York, Philadelphia Museum of Art, Museum of Fine Arts, Boston, Art Institute of Chicago, Detroit Institute of Arts, Cleveland Museum of Art, Minneapolis Institute of Arts, M. H. de Young Memorial Museum in San Francisco, Los Angeles County Museum of Art, Saint Louis Art Museum, Carnegie Institute in Pittsburgh und Toledo Museum of Art in Toledo, Ohio.
- 1950: 120 beroemde schilderijen uit het Kaiser-Friedrich Museum in Berlijn, Rijksmuseum Amsterdam.
- 1984: Masters of Seventeenth-Century-Dutch-Masters, Wanderausstellung Philadelphia Museum of Art, Royal Academy of Arts in London und Gemäldegalerie Berlin (dort Von Frans Hals bis Vermeer: Meisterwerke holländischer Genremalerei.)[25]
- 2024: Frans Hals. Wanderausstellung National Gallery London, Rijksmuseum Amsterdam und Gemäldegalerie Berlin.